# Ernest Cadine
Ernest Cadine (Saint-Denis, 12 de juliol de 1893 – París, 28 de maig de 1978) fou un aixecador francès que va competir a començaments del segle xx.
De jove Cadine havia practicat la gimnàstica, la lluita, l'aixecament de peses i la natació. Fou tercer als campionats nacionals d'halterofília de pes mitjà abans de la Primera Guerra Mundial. Durant la guerra va servir en un regiment d'artilleria.
El 1920 va prendre part en els Jocs Olímpics d'Anvers, on disputà la prova del pes semipesant, per a aixecadors amb un pes inferior a 82,5 kg, del programa d'halterofília. En ella guanyà la medalla d'or amb un pes total de 295,0 kg alçats. Aquell mateix any guanyà el campionat nacional de pes semipesant.
Entre 1920 i 1925 va establir sis rècords mundials: tres en arrancada i tres en dos temps. Posteriorment va aprofitar la seva força per fer demostracions en espectacles de music hall. El 1978 va rebre l'Orde Nacional del Mèrit.